# チェネゼッリ
チェネゼッリ（伊: Ceneselli）は、イタリア共和国ヴェネト州ロヴィーゴ県にある、人口約1,600人の基礎自治体（コムーネ）。

## 地理

### 位置・広がり

#### 隣接コムーネ
隣接するコムーネは以下の通り。
- カルト
- カステルマッサ
- カステルノーヴォ・バリアーノ
- ジャッチャーノ・コン・バルケッラ
- サラーラ
- トレチェンタ

### 気候分類・地震分類
チェネゼッリにおけるイタリアの気候分類 (it) および度日は、zona E, 2355 GGである。
また、イタリアの地震リスク階級 (it) では、zona 3 (sismicità bassa) に分類される。